# Фірлюк великодзьобий
Фірлюк великодзьобий (Mirafra assamica) — вид горобцеподібних птахів родини жайворонкових (Alaudidae). Мешкає в Південній Азії. Індійські, китайські і м'янмарські фірлюки раніше вважалися підвидами великодзьобого фірлюка.

## Опис

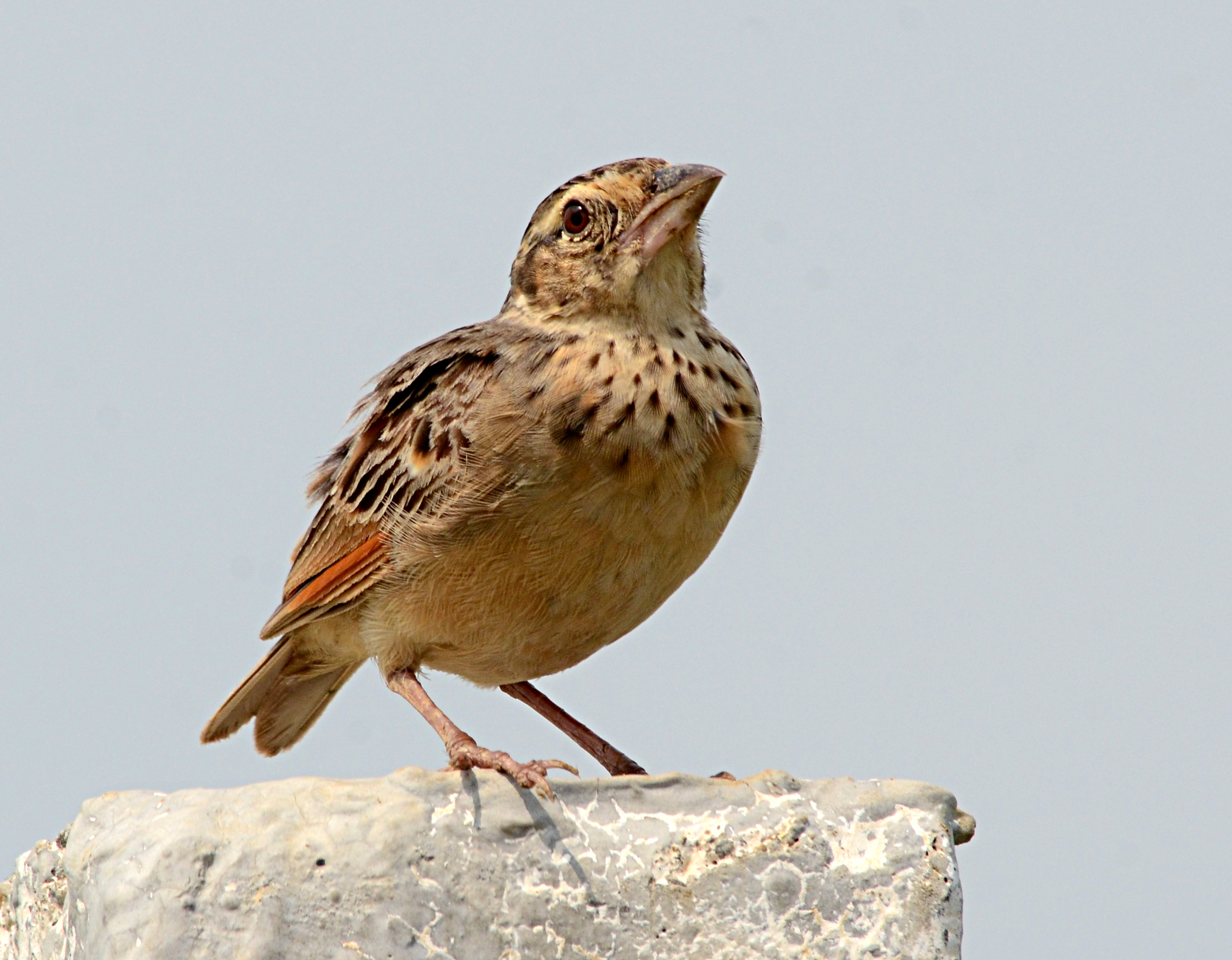
Великодзьобий фірлюк

Довжина птаха становить 15 см, з яких від 4,2 до 5,2 см припадає на хвіст. Довжина дзьоба становить 1,3-1,4 см. Середня вага становить 26 г. Виду не притаманний статевий диморфізм.
Верхня частина тіла рудувато-коричнева або попелясто-коричнева, поцяткована чорними смужками. Над очима жовтувато-коричневі "брови". Крила коричневі з рудуватими краями. Нижня частина тіла рудувата або бежева, груди поцятковані темно-коричневими плямками. Хвіст темно-коричневий. Дзьоб зверху темно-коричневий, знизу жовтувато-роговий. Лапи червонуваті або жовтувато-коричневі. Очі карі.

## Поширення і екологія
Великодзьобі фірлюки поширені на півночі Індії, на півдні Непалу і Бутану, на заході М'янми і в Бангладеші. Це осілі птахи, що живуть на луках, кам'янистих рівнинах, порослих чагарником, а також на полях.

## Поведінка
Великодзьобий фірлюк харчується насінням трав і безхребетними. Особливу помітну частку в раціоні птаха насіння становить під час сезону розмноження. 
Гніздяться з березня по серпень. В кладці 3-4 яйця. Яйця жовтуваті або сіруваті, поцятковані коричневими або сіруватими плямками.